# FK Chmel Blšany
Der FK Chmel Blšany ist ein tschechischer Fußballverein.
Er ist in der Stadt Blšany (deutsch: Flöhau bei Podersam), in einem Hopfenanbaugebiet (Chmel, tschechisch für Hopfen) im Okres Louny beheimatet. Von 1998/99 bis 2005/06 spielte Blšany in der 1. Liga. Mit dem Aufstieg des Klubs ist untrennbar der Name František Chvalovský verbunden. Der Torwart und spätere Präsident des Vereins sowie des tschechischen Fußballverbandes ČMFS war als erfolgreicher Unternehmer Mäzen des Klubs und verantwortlich für dessen Emporkommen.

## Vereinsgeschichte
Noch 1972/73 spielte Sokol Blšany in der 8. Liga (okresní přebor) der damaligen Tschechoslowakei. Das nächste Jahrzehnt verbrachte der Klub in der 7. Liga (1.B třída) ehe 1982/83 der Aufstieg in die 6. Liga (1.A třída) gelang. Danach ging es steil bergauf. Aufstiege 1985, 1988, 1990, 1993 und 1998 brachten den kleinen Dorfklub bis in die höchste tschechische Spielklasse, die Gambrinus Liga.
Im ersten Jahr im Oberhaus erreichten die Hopfenbauer einen überraschenden 6. Platz. Diesen Erfolg konnte der Anfang der 1990er Jahre in Chmel Blšany umbenannte Klub nie mehr wiederholen und spielte in den letzten Jahren immer gegen den Abstieg, den er Jahr für Jahr vermeiden konnte, ehe er im Spieljahr 2005/06 doch den Gang in die 2. Liga antreten musste.
Für die Saison 2007/2008 wurde dem Klub die Lizenz für die zweite Liga verweigert, er trat daraufhin in der dritten tschechischen Liga, der ČFL, an und stieg am Saisonende ab. In der Saison 2008/09 spielte der Verein in der vierten tschechischen Liga, konnte aber auch diese Klasse nicht halten und rutschte bis in die 5. Liga ab. Zur Saison 2011/12 gelang allerdings wieder der Aufstieg in die 4. Liga.

## Europapokalbilanz
| Saison | Wettbewerb         | Runde      | Gegner                     | Gesamt | Hin     | Rück    |
| ------ | ------------------ | ---------- | -------------------------- | ------ | ------- | ------- |
| 2000   | UEFA Intertoto Cup | 2. Runde   | Dnjapro-Transmash Mahiljou | 8:2    | 6:2 (H) | 2:0 (A) |
| 2000   | UEFA Intertoto Cup | 3. Runde   | FC Kalamata                | 8:0    | 5:0 (H) | 3:0 (A) |
| 2000   | UEFA Intertoto Cup | Halbfinale | Sigma Olomouc              | 1:3    | 1:3 (A) | 0:0 (H) |
| 2001   | UEFA Intertoto Cup | 3. Runde   | FK Pobeda Prilep           | 1:0    | 0:0 (H) | 1:0 (A) |
| 2001   | UEFA Intertoto Cup | Halbfinale | Brescia Calcio             | 3:4    | 1:2 (H) | 2:2 (A) |

Gesamtbilanz: 10 Spiele, 5 Siege, 3 Unentschieden, 2 Niederlagen, 21:9 Tore (Tordifferenz +12)

## Trainer
- František Plass (1987–1992)
- František Cipro (1992–1994)
- Zdeněk Ščasný (1995)
- Günter Bittengel (2001–2003)
- Přemysl Bičovský (2006–2007)
- Marcel Lička (2015–2016)

## Spieler
- Roman Hogen (1991–1993, 1995–1997, 1998–2000, 2000–2002)
- Jan Šimák (1996–2000)
- Pavel Drsek (1997–1999)
- Jan Velkoborský (1999–2002)
- Tomáš Pešír (2001–2004, 2006)
- Martin Horáček (2002–2006)
- Jiří Němec (2002–2003)
- Petr Čech (1999–2001)

## Vereinsnamen
Der Verein wurde 1946 als Sokol Blšany gegründet. 1966 folgte die Umbenennung in TJ Sokol Blšany. Weitere Umbenennungen gab es 1985 in TJ JZD Blšany, 1991 in SK Chmel Blšany und 1992 in FK Chmel Blšany.